# Lancierskazerne

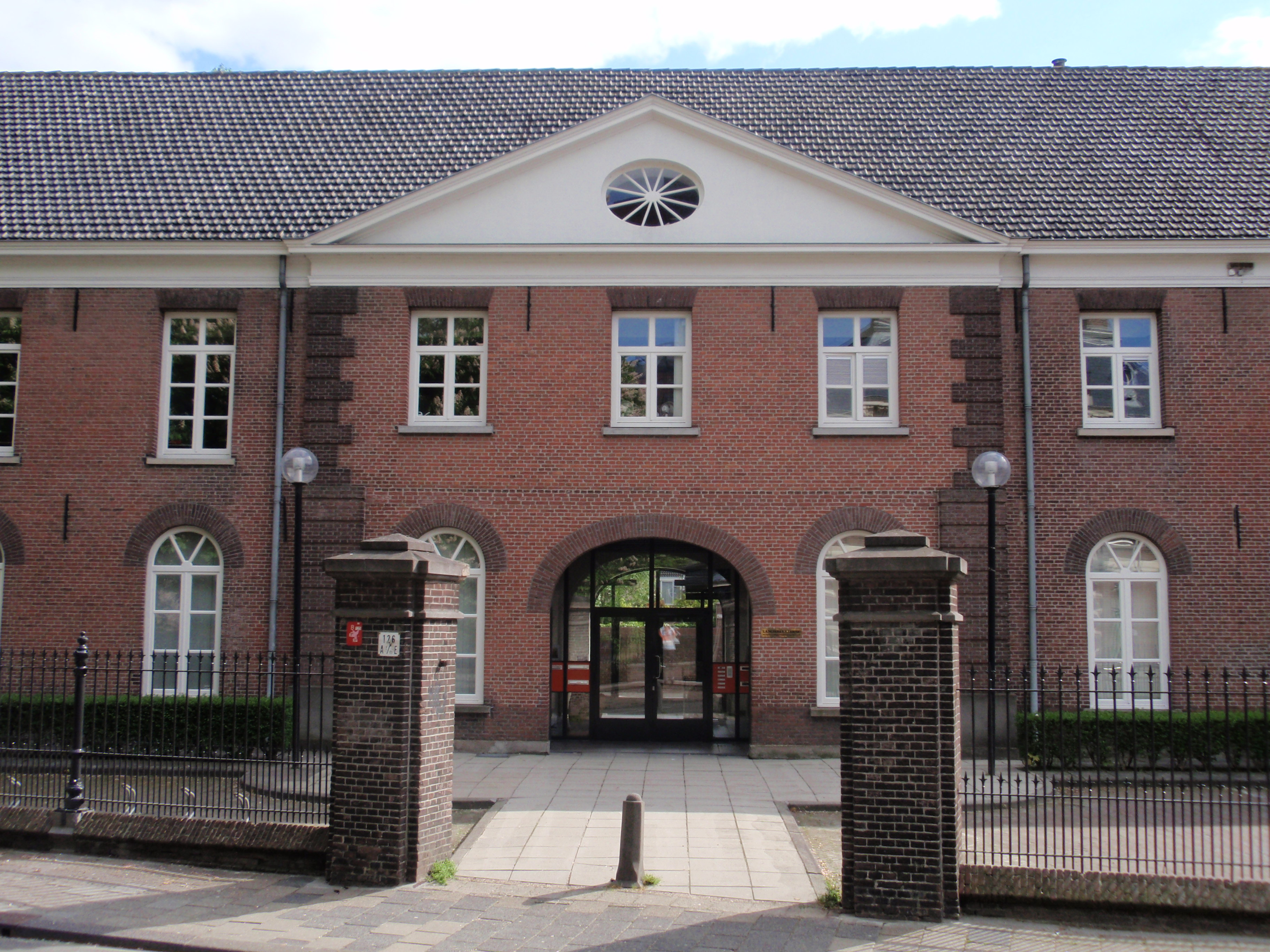
Hoofdingang Lancierskazerne

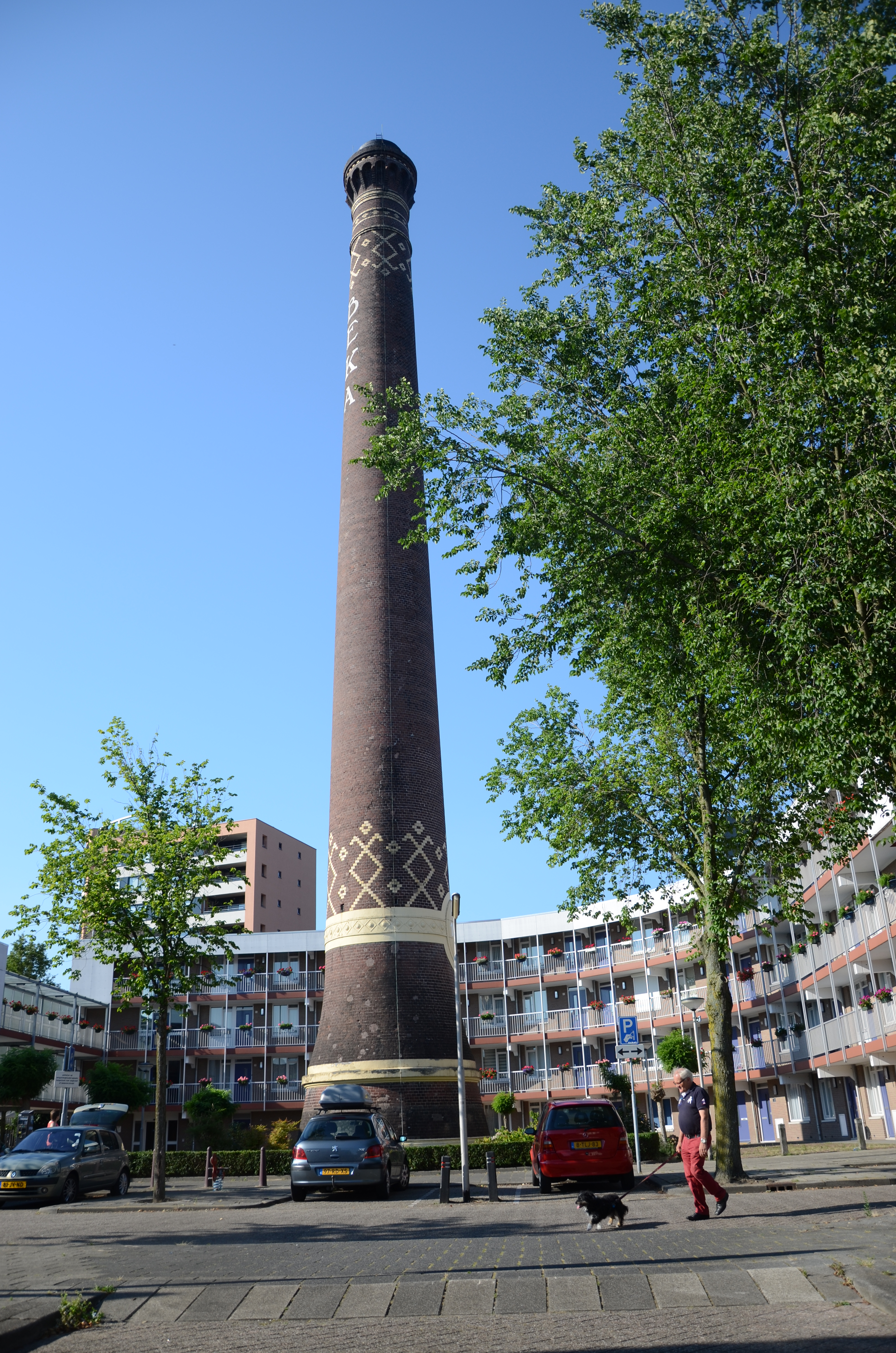
De appartementen aan de Kazernehof zijn op het vroegere BeKa-terrein om de monumentale schoorsteen heen gebouwd

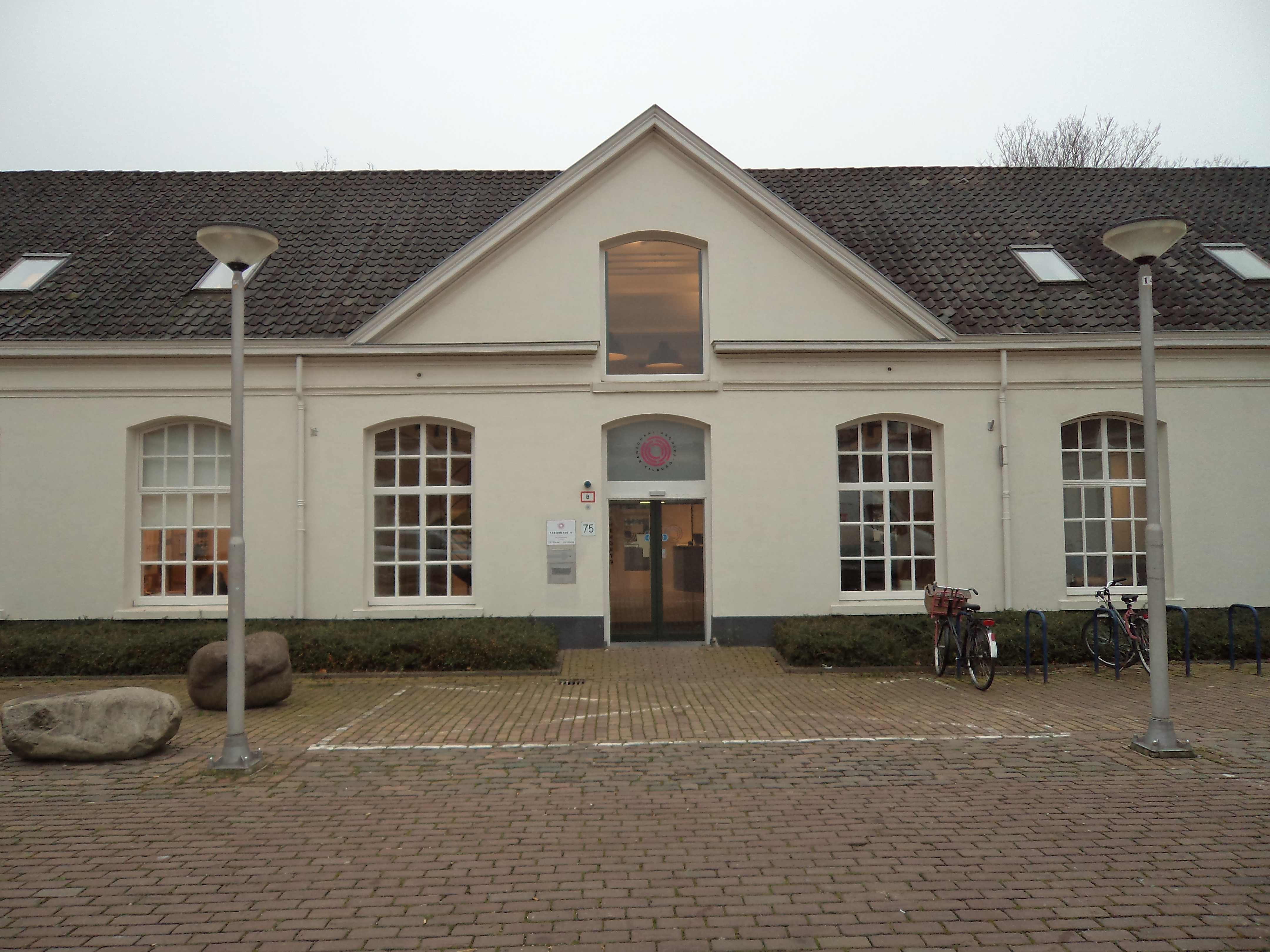
Voorkant Regionaal Archief Tilburg aan de Kazernehof 75

De Lancierskazerne is een voormalig kazernecomplex in Tilburg dat gebouwd is in 1842 in opdracht van koning Willem II door aannemer Adriaan Goijaerts en is de oudst bewaarde caveleriekazerne van Nederland is. Het oude kazernegebouw aan de St.-Josephstraat herbergt een aantal kantoren en het Regionaal Archief Tilburg is gevestigd aan de Kazernehof in de voormalige paardenstallen.

## Geschiedenis
Na de Tiendaagse Veldtocht van 1831, bedoeld om de Belgen te onderdrukken, trok Willem II zich in Tilburg terug en werden zijn troepen ingekwartierd bij de bevolking. Om de overlast weg te nemen werden in 1841 drie stallen gebouwd, waar tweehonderd paarden konden verblijven. In 1842 werd hiernaast een kazerne gebouwd voor tweehonderd manschappen.
Hier werd het 2e en 3e eskadron van het 4e regiment Ligte dragonders gehuisvest en aldus werd Tilburg een garnizoensstad. In 1843 werden de dragonders door lansiers vervangen en ook werd toen een manege gebouwd. Op 30 april 1856 vertrokken de militairen alweer en kwam de kazerne in bezit van de gemeente Tilburg.
De gemeente verkocht het complex in twee delen, en wel aan P.J. van den Bergh, die er een volderij en wollenstoffenfabriek in vestigde, en N.N. de Kanter, die er een leerlooierij in bedreef. Door dit alles veranderden er een aantal zaken. In 1904 bouwde Van den Bergh een ketelhuis met hoge schoorsteen op de binnenplaats. Nadat De Kanter in 1896 zijn deel aan Van den Bergh had verkocht, bouwde deze een weverij bij. Aldus ontstond de firma BeKa (Van den Bergh-Krabbendam). In 1968 sloot deze firma haar poorten, waarna de Lancierskazerne in 1976 opnieuw in bezit kwam van de gemeente. Een deel van de fabrieksgebouwen werd afgebroken en de resterende opstallen, waaronder de paardenstallen en de schoorsteen, werden geklasseerd als rijksmonument.
Op 16 september 1988 vestigde het Gemeentearchief van Tilburg zich in een deel van het complex. Tegenwoordig is het Regionaal Archief Tilburg erin gevestigd.

## Externe bron
- Lancierskazerne